# Азарх, Моисей Рафаилович
Моисей Рафаилович Азарх (1895—1989) — советский учёный-экономист, профессор.

## Биография
Родился 8 марта 1895 года.
Учился в Петроградском электротехническом институте, откуда был мобилизован в Русскую императорскую армию, попав на фронт Первой мировой войны. После Октябрьской революции стал участником Гражданской войны и в 1922—1923 годах воевал в составе РККА на Южном фронте.
С 1928 года Азарх находился на финансовой работе на Северном Кавказе, затем — в Ленинграде и Москве. В 1935—1947 годах был заместителем начальника управления госдоходов Наркомфина РСФСР, позже — начальником отдела исполнения Государственного бюджета СССР. В 1940—1944 годах — руководитель Центральной приходно-расходной кассы Народного комиссариата финансов РСФСР.
После Великой Отечественной войны, в 1945 году, окончил Всесоюзный заочный финансово-экономический институт (ныне Финансовый университет при Правительстве Российской Федерации).
Занимался преподавательской деятельностью в Северо-Кавказском государственном университете (ныне Ростовский государственный университет), в Ленинградском финансово-экономическом институте, Московском кредитно-экономическом институте (Московский Финансовый институт, ныне Финансовый университет при Правительстве Российской Федерации). В 1953—1958 годах был председателем его профсоюзного комитета. В 1980 году вышел на заслуженных отдых. Находясь на пенсии, он работал над книгой, посвящённой своим воспоминаниям.
Моисей Рафаилович Азарх является автором свыше 60 работ, нескольких справочников и свыше 30 статей в экономических журналах. Часть личной библиотеки М. Р. Азарха была передана его дочерью — Элеонорой Моисеевной Гуриной — на кафедру «Финансы» Финансового университета при Правительстве Российской Федерации. Ректор вуза, Алла Георгиевна Грязнова, в 1991 году писала:

«Уважаемая Элеонора Моисеевна!

…

Государственная финансовая академия выражает сердечную благодарность за благородный дар — передачу библиотеки Вашего отца, профессора Азарха Моисея Рафаиловича, кафедре „Финансы“. Более 35 лет Моисей Рафаилович отдал Московскому финансовому институту, где воспитал тысячи специалистов финансовой системы, научных работников и преподавателей в области финансов.

…

Переданные Вами в дар книги будут храниться в библиотеке кафедры „Финансы“, где долгие годы работал профессор Азарх Моисей Рафаилович.
С глубочайшим уважением, искренней благодарностью и наилучшими пожеланиями
Ректор Государственной финансовой академии проф. Грязнова А. Г.»

В Российском государственном архиве экономики имеются документы, относящиеся к М. Р. Азарху.